# Saldanha Marinho
Saldanha Marinho es un municipio brasileño del estado de Rio Grande do Sul.
Se encuentra ubicado a una latitud de 28º23'36" Sur y una longitud de 53º05'41" Oeste, estando a una altitud de 525 metros sobre el nivel del mar. Su población estimada para el año 2004 era de 3.126 habitantes.
Ocupa una superficie de 220,72 km².
- Datos: Q195200
- Multimedia: Saldanha Marinho / Q195200